# Ceutorhynchus constrictus
Ceutorhynchus constrictus är en skalbaggsart som först beskrevs av Thomas Marsham 1802.  Ceutorhynchus constrictus ingår i släktet Ceutorhynchus, och familjen vivlar. Enligt den finländska rödlistan är arten sårbar i Finland. Arten är reproducerande i Sverige. Artens livsmiljö är parker, gårdsplaner och trädgårdar.